# あんじゅ先生
あんじゅ先生（1988年〈昭和63年〉3月21日 - ）は、日本の漫画家・デザイナー・タレント。別名は若林 杏樹（わかばやし あんじゅ）。神奈川県川崎市出身。

## 経歴
2010年の大学卒業後、大学正規職員に就職。大学正規職員の面接の際も「学生時代に頑張ったこと」として漫画を見せていた。
2015年にフリーの漫画家として活動を開始。漫画家なんてハードルが高く、絶対に無理だと思っていたが、ブログに漫画を載せ始めると案件の依頼が殺到したことをきっかけに漫画家を名乗ってよいのではないかと考え始める。
漫画家としての最初の仕事は、OLカフェ秋葉原8styleというコンセプトカフェから依頼された連載漫画であり、2015年から2018年ごろまでは自身もキャストとして働いていた。
2018年にTwitterをきっかけに知り合った税理士の大河内薫から「今度書籍を出版することになったので漫画を描いてほしい」というオファーが来たことで、後に27万部発行されるベストセラー『お金のこと何もわからないままフリーランスになっちゃいましたが税金で損しない方法を教えてください！』を手掛けることになる
漫画家を目指す人や漫画好きな人を集めたオンラインサロンを2018年11月からスタートし、2024年4月時点で175人のメンバーを抱える。
イラスト・漫画制作を務めた『堀江貴文のChatGPT大全』は、2023年8月の発売直後から全国の大手書店で売上ランキング1位を獲得した。

## エピソード
「漫画家＝先生」というイメージを持っていたため、フォロワー3000人程度の段階で、本も出していない頃から「あんじゅ先生」と名乗っていた。
目標は「著書が100万部以上売れること」。現在の最高発行部数は27万部の「お金のこと何もわからないままフリーランスになっちゃいましたが税金で損しない方法を教えてください！」。
モットーは「どんなに難解なことでも笑えて理解できる」。

## 作品

### 著書
1. 大河内 薫; 若林 杏樹『お金のこと何もわからないままフリーランスになっちゃいましたが税金で損しない方法を教えてください!』サンクチュアリ出版、2018年。ISBN 4801400604。
2. 小幡 和輝; 若林 杏樹『学校では教えてくれない 稼ぐ力の身につけ方』小学館、2020年。ISBN 4092272324。
3. 田原 総一朗; 藤井 聡; 若林 杏樹『こうすれば絶対よくなる！ 日本経済』アスコム、2021年。ISBN 4776211386。
4. 大河内薫; 若林杏樹『貯金すらまともにできていませんが　この先ずっとお金に困らない方法を教えてください！』サンクチュアリ出版、2021年。ISBN 4801400906。
5. 若林 杏樹; 山口明美『なんとなくずっと不調なんですが膣ケアで健康になれるって本当ですか？』サンクチュアリ出版、2022年。ISBN 4801400965。
6. 堀江貴文; 荒木賢二郎; 若林杏樹『堀江貴文のChatGPT大全』幻冬舎、2023年。ISBN 4344041593。
7. 倉部 史記; 若林 杏樹『Citation』中央公論新社、2023年。ISBN 4121507983。
8. 若林杏樹『めんどくさがり屋さん専用！　寝ながら1回30秒で痩せるズボラストレッチ』マガジンハウス、2024年。ISBN 4838732597。
9. たまっち; 若林 杏樹『最短5年で家賃年収1000万円になる方法　あなたにもできる不動産投資のススメ』清談社Publico、2024年。ISBN 4909979638。

### イメージビデオ
1. “教えて！あんじゅ先生”.   DMM. 2024年4月21日閲覧。

### 写真集
1. “ギリギリ★あいどる倶楽部　「教えて！あんじゅ先生」　昭和が生んだ天才美少女漫画家　写真集”.   Amazon. 2024年4月21日閲覧。